# 아이발리크

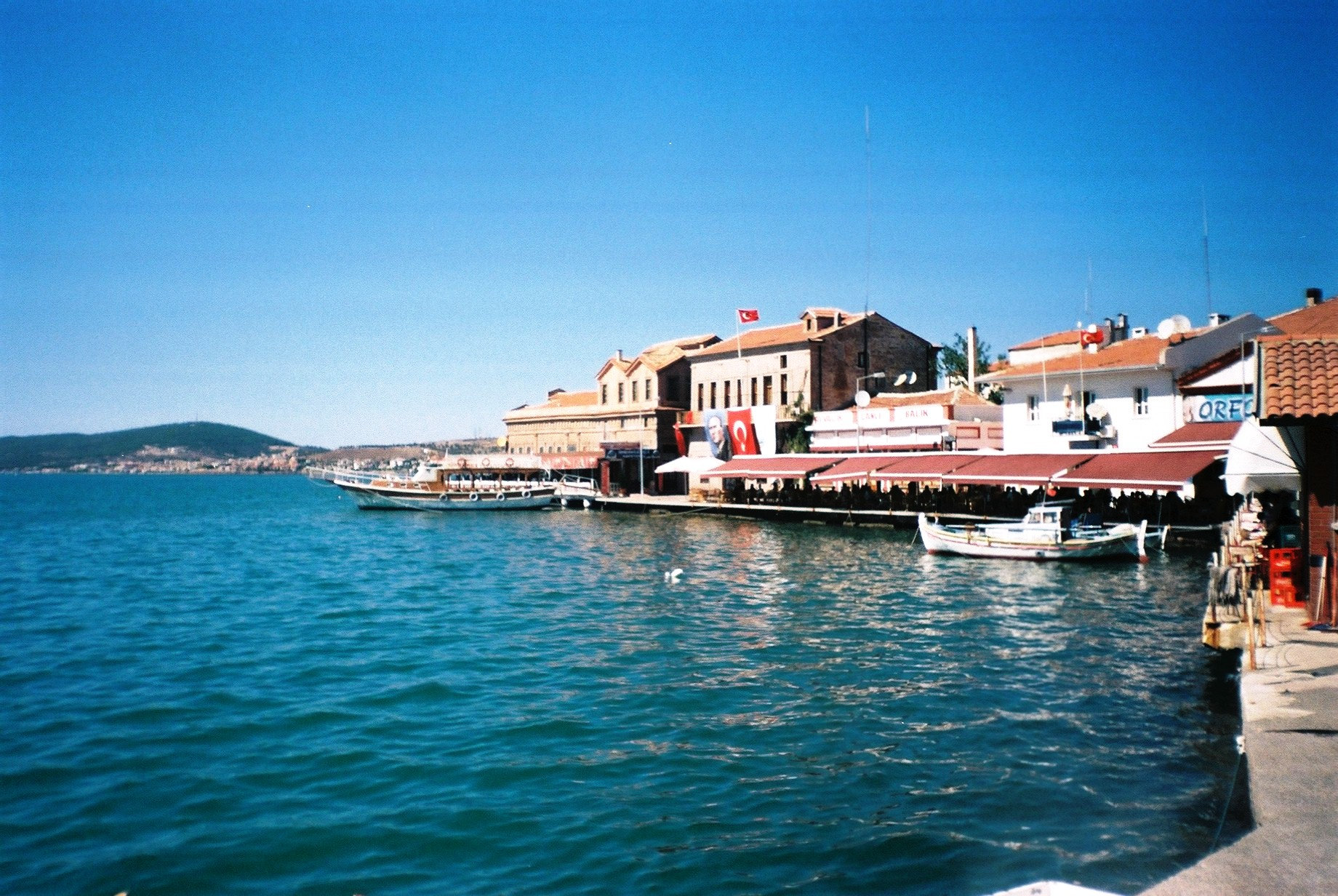

아이발르크(Ayvalık)는 터키 발리케시르주의 도시이다. 아나톨리아 북서부의 에게 해 연안에 있는 해변 도시이며, 도시 중심부와 아이발리크 군도의 쿤다 섬이 연결되어 있다.